# Elgnowo
Elgnowo (Duits: Elgenau) is een plaats in het Poolse district  Ostródzki, woiwodschap Ermland-Mazurië. De plaats maakt deel uit van de gemeente Dąbrówno en telt 440 inwoners.